# Evangelion: 3.0+1.0 Thrice Upon a Time
Evangelion: 3.0+1.0 Thrice Upon a Time (シン・エヴァンゲリオン劇場版𝄇, Shin Evangerion Gekijōban 𝄇) és una pel·lícula de ciència-ficció animada èpica japonesa del 2021 codirigida, escrita i produïda per Hideaki Anno. Produïda per l'estudi Khara, és la quarta i última pel·lícula de la sèrie de pel·lícules Rebuild of Evangelion, que forma part de la franquícia de Neon Genesis Evangelion.
Després d'una producció prolongada i múltiples retards, Thrice Upon a Time es va estrenar al Japó el 8 de març de 2021 amb crítiques positives, i es va convertir en la pel·lícula més taquillera de la franquícia i la segona pel·lícula japonesa més taquillera del 2021, amb una recaptació de 10.280 milions de iens. Es va llançar internacionalment el 13 d'agost del mateix any a través del servei de reproducció en línia d'Amazon Prime Video. La versió doblada al català es va estrenar als cinemes el 19 de gener de 2023, i es va editar en format físic amb la distribució de Selecta Visión.

## Argument
La Misato i el seu grup anti-NERV arriben a París. La tripulació de la nau Wunder aterra en una torre de contenció amb només 720 segons per restablir la ciutat. Quan apareix una horda d'Evas de Nerv, l'Evangelion Unitat 08 els ha d'interceptar. Mentrestant, en Shinji, la Asuka i la Rei ronden pel Japó.